# Паскал Фабре
Паскал Фабре (на френски: Pascal Fabre) е бивш пилот от Формула 1.
Роден на 9 януари 1960 година в Лион, Франция.

## Формула 1
Паскал Фабре прави своя дебют във Формула 1 в Голямата награда на Бразилия през 1987 година. В световния шампионат записва 14 състезания като не успява да спечели точки. Състезава се само за отбора АГС.